# Нусах ашкеназ
Ну́сах ашкена́з (ивр. נוסח אשכנז‎ — «германский канон») — распорядок молитв, используемый частью ашкеназов — субэтнической группы евреев, сформировавшейся в Средние века в Центральной Европе, главным образом на территории Германии (Германию евреи называли «Ашкеназом»). В результате миграции нусах ашкеназ был завезён в Восточную Европу, а сейчас распространён в ашкеназских общинах США, других англоязычных стран и Израиля.

## Разновидности
Ашкеназский нусах имеет две основных разновидности: западную — собственно германский вариант («нусах ашкеназ»), и восточную — польский вариант («нусах полин»), каждая из которых, в свою очередь, подразделяется на множество вариантов. В основе своей все варианты ашкеназского нусаха очень схожи, существенные различия между ними заключаются лишь в использовании пиютов, — составленных в Средние века религиозных гимнов, которые читаются, в основном, в праздничных богослужениях. Западная разновидность была распространена к югу и западу от Эльбы, в первую очередь, в общине Франкфурта-на-Майне. Восточная разновидность использовалась на северо-востоке Германии, в австрийских владениях (в том числе в Чехии, Венгрии) и на территории Речи Посполитой (в Польше и Литве).

## История
Леопольд Цунц утверждал, что разница между наиболее распространёнными еврейскими молитвенными канонами — ашкеназским и сефардским заключается в том, что ашкеназский основан на обычаях евреев Палестины, а сефардский — на обычаях евреев Вавилонии. Моисей Гастер придерживался противоположного мнения. На деле, все современные нусахи восходят к вавилонскому с добавлением некоторых палестинских элементов. Бесспорно, однако, что нусах ашкеназ происходит от обычаев евреев раннесредневековой Италии и в этом смысле близок к нусаху современных итальянских евреев. Ашкеназской литургической традиции предшествовала французская, развитие которой прервалось после изгнания евреев из Франции в 1394 году. Именно во Франции в XI—XII веках были составлены молитвенники, положившие начало ашкеназскому канону: «Махзор Витри» и «Сидур Раши».
В Средние века различия в канонах разных общин германских евреев были довольно существенными, но с появлением молитвенников, а особенно после появления печатных изданий унифицировались. Согласно исследованиям Цунца, в XIV веке в ашкеназском нусахе сложились три основных направления: западногерманская ветвь («рейнская»), центральная ветвь, принятая в Саксонии, Чехии и Польше и восточная («австрийская»). В XV веке центральная и австрийская ветви слились, образовав «австрийский» (позже названный «польским») вариант ашкеназского нусаха. Различия между западной и польской ветвями — незначительны и выражаются только в пиютах и некоторых праздничных традициях. Западный вариант опирался в основном на кодификацию Якова бен Моше Моэлина (1365—1427), польский — на кодификацию Ицхака из Тирнау.
В дальнейшем эти разновидности ашкеназского нусаха испытывали взаимное влияние в результате миграций, вследствие чего порядок молитв евреев севера Германии и Великобритании приобрёл черты как западного, так и восточного варианта канона. С популяризацией лурианской каббалы в нусах ашкеназ начали проникать каббалистические элементы.
В результате эмиграции XIX—XX веков нусах ашкеназ в его восточном варианте широко распространился в США и Израиле. В Израиле в этом нусахе появились элементы, сближающие его с сефардским. Это связано с тем, что когда началось переселение ашкеназских евреев в Израиль, они, в соответствии с галахой, приняли некоторые местные обычаи.

## Отличительные черты
- Большой талит надевают только женатые мужчины.
- Тфилин возлагают в Холь ха-Моэд (кроме шаббата).
- Читают отдельные благословения на ручную и головную тфилин.
- Хаззан обычно читает бо́льшую часть молитв про себя; вслух произносит только определённые отрывки.
- Благословение Барух ше-амар читают перед псалмом из 1Пар. 16:8—36, который, таким образом, включается в состав Псукей де-зимра («стихов пения»).
- Второе благословение перед Шма начинается со слов «любовью великой» утром и со слов «любовью вечной» вечером.
- Второе благословение молитвы «Амида» летом не содержит упоминаний о росе (в Израиле содержит)[1].
- Кдуша начинается со слов «мы освятим имя Твоё» в шахарите и со слов «мы будем превозносить и освящать Тебя» в мусафе.
- Девятое благословение молитвы «Амида» в летнем и зимнем вариантах различаются лишь несколькими словами.
- Аароново благословение произносится в минхе всех постных дней.
- Аароново благословение, как правило, читается хазаном. Кохены читают его только в мусафе праздников (в Израиле оно читается кохенами каждый день)[1].
- Последнее благословение Амиды имеет полную и краткую формы, последняя читается в минху и в маариве.
- Свиток Торы поднимается после чтения Торы, а не перед ним.
- Стол для чтения Торы, как правило, имеет небольшой наклон.
- Некоторые гафтарот отличаются от принятых в других общинах.
- Поминальный обряд «Хазкарат нешамот» состоит из трёх молитв (Эль мале рахамим, Изкор, Ав ха-рахамим).
- В молитве «Кадиш» после слов «Благословен он» (בריך הוא) община повторяет эти слова.
- Кадиш принято слушать стоя. Также стоя слушают чтение Десяти заповедей.
- Благословение на субботние свечи читается после их зажигания.
- Пиют «Эн ке-элохену» читается только в субботу и праздники (в Израиле — каждый день) в завершении утренней службы (сефарды поют в начале)[1].
- В пиюте «Адон олам» всего 5 строф.
- Утренняя служба в субботу и праздники содержит «Песнь о славе» (Аним змирот).
- На пасхальном седере благословения произносятся над всеми четырьмя бокалами вина.
- Чтение Слихот начинается с исхода субботы, предшествующей Рош ха-Шана, либо за неделю до неё.
- Ханукальные светильники в доме зажигаются всеми членами семьи.
- Молитва «Авину малкену» содержит 38 строф.
- В благословении на вино произносят «ха-гáфен» (вместо «ха-гéфен»).
- Падение ниц совершают лишь дважды в год (Рош ха-Шана, Йом-кипур) в молитве «Амида» (йеменские евреи падают ниц каждый будний день).